# Anyika Onuora
Anyika Onuora (Liverpool, 28 ottobre 1984) è una velocista britannica.

## Palmarès
| Anno                                  | Manifestazione          | Sede           | Evento        | Risultato  | Prestazione | Note                                     |
| ------------------------------------- | ----------------------- | -------------- | ------------- | ---------- | ----------- | ---------------------------------------- |
| In rappresentanza della Gran Bretagna |                         |                |               |            |             |                                          |
| 2003                                  | Europei juniores        | Tampere        | 100 m piani   | 5ª         | 11"72       |                                          |
| 2003                                  | Europei juniores        | Tampere        | 4×100 m       | Argento    | 44"81       |                                          |
| 2005                                  | Europei under 23        | Erfurt         | 200 m piani   | Batteria   | 24"29       |                                          |
| 2006                                  | Europei                 | Göteborg       | 100 m piani   | Semifinale | 11"45       |                                          |
| 2006                                  | Europei                 | Göteborg       | 4×400 m       | Argento    | 43"51       |                                          |
| 2011                                  | Mondiali                | Taegu          | 100 m piani   | Batteria   | 11"41       |                                          |
| 2011                                  | Mondiali                | Taegu          | 200 m piani   | Semifinale | 23"08       |                                          |
| 2011                                  | Mondiali                | Taegu          | 4×100 m       | Batteria   | 43"95       |                                          |
| 2012                                  | Europei                 | Helsinki       | 4×400 m       | Batteria   | dq          |                                          |
| 2012                                  | Giochi olimpici         | Londra         | 100 m piani   | Batteria   | 11"41       |                                          |
| 2012                                  | Giochi olimpici         | Londra         | 200 m piani   | Batteria   | 23"23       |                                          |
| 2013                                  | Mondiali                | Mosca          | 200 m piani   | Batteria   | 23"36       |                                          |
| 2014                                  | World Relays            | Nassau         | 4×100 m       | 5ª         | 42"75       |                                          |
| 2014                                  | World Relays            | Nassau         | 4×200 m       | Argento    | 1'29"61     | Record nazionale                         |
| 2014                                  | Europei                 | Zurigo         | 4×100 m       | Oro        | 42"24       | Record nazionale                         |
| 2015                                  | World Relays            | Nassau         | 4×400 m       | Bronzo     | 3'26"38     |                                          |
| 2015                                  | Mondiali                | Pechino        | 400 m piani   | Semifinale | 50"87       | Miglior prestazione personale            |
| 2015                                  | Mondiali                | Pechino        | 4×400 m       | Bronzo     | 3'23"62     |                                          |
| 2016                                  | Europei                 | Amsterdam      | 400 m piani   | Bronzo     | 51"47       | Miglior prestazione personale stagionale |
| 2016                                  | Europei                 | Amsterdam      | 4×400 m       | Oro        | 3'25"05     |                                          |
| 2016                                  | Giochi olimpici         | Rio de Janeiro | 4×400 m       | Bronzo     | 3'25"88     |                                          |
| 2017                                  | World Relays            | Nassau         | 4×400 m       | 4ª         | 3'28"72     |                                          |
| 2017                                  | Mondiali                | Londra         | 400 m piani   | Batteria   | 52"58       |                                          |
| 2018                                  | Mondiali indoor         | Birmingham     | 4×400 m       | Bronzo     | 3'29"38     |                                          |
| 2018                                  | Europei                 | Berlino        | 400 m piani   | Semifinale | 51"77       |                                          |
| 2018                                  | Europei                 | Berlino        | 4×400 m       | Bronzo     | 3'27"40     |                                          |
| 2019                                  | World Relays            | Yokohama       | 4×400 m mista | Batteria   | 3'20"49     | Record nazionale                         |
| In rappresentanza dell' Inghilterra   |                         |                |               |            |             |                                          |
| 2006                                  | Giochi del Commonwealth | Melbourne      | 100 m piani   | Semifinale | 11"46       |                                          |
| 2006                                  | Giochi del Commonwealth | Melbourne      | 4×100 m       | Argento    | 43"43       |                                          |
| 2014                                  | Giochi del Commonwealth | Glasgow        | 200 m piani   | 4ª         | 22"64       | Miglior prestazione personale            |
| 2014                                  | Giochi del Commonwealth | Glasgow        | 4×100 m       | Bronzo     | 43"10       |                                          |
| 2014                                  | Giochi del Commonwealth | Glasgow        | 4×400 m       | Bronzo     | 3'27"24     |                                          |
| 2018                                  | Giochi del Commonwealth | Gold Coast     | 400 m piani   | Semifinale | 52"73       |                                          |
| 2018                                  | Giochi del Commonwealth | Gold Coast     | 4×400 m       | 4ª         | 3'27"21     |                                          |